# 亨利·托马斯·科尔布鲁克

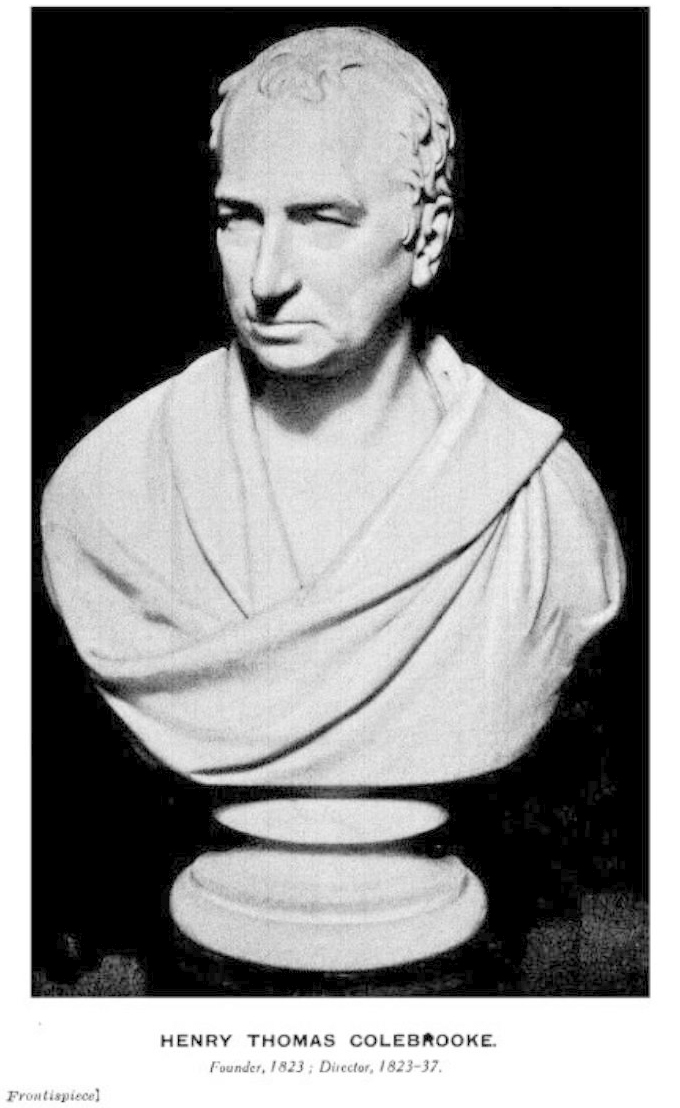
亨利·托马斯·科尔布鲁克

亨利·托马斯·科尔布鲁克 （1765年6月15日-1837年3月10日）是一位英国东方研究學者和植物学家。 
1816年，他當選英国皇家学会會士和爱丁堡皇家学会的會士。  1820 年，他参与创立英國皇家天文学會。他也是該學會的第二任会长，他还是皇家亚洲学会的创始人之一，并主持了该学会的第一次会议。   